# Ockrapivi
Ockrapivi (Contopus ochraceus) är en fågel i familjen tyranner inom ordningen tättingar.

## Utseende och läte
Ockrapivin är en gulbrun tyrann, ljusare gul på buken, med två brunaktiga vingar, en spetsig huvudtofs och orangefärgad undre näbbhalva. Arten är mycket lik tofstyrannen, men är större och har längre näbb. Sången utgörs av ett genomträngande "pee-pit!".

## Utbredning och systematik
Fågeln förekommer i bergsskogar i Costa Rica och det allra västligaste Panama (Chiriquí). Den behandlas som monotypisk, det vill säga att den inte delas in i några underarter.

## Levnadssätt
Ockrapivin är en sällsynt fågel som hittas i bergstrakter på mellan 2 300 och 3 000 meters höjd. Den ses i kanter av bergsskogar där den sitter väl synligt på exponerade grenar.

## Status
Ockrapivin har ett begränsat utbredningsområde, men beståndet anses vara stabilt. Internationella naturvårdsunionen IUCN kategoriserar arten som livskraftig. Världspopulationen uppskattas till mellan 20 000 och 50 000 vuxna individer.